# Kevin Maguire
Pour les articles homonymes, voir Maguire.
Kevin Maguire (né le 9 septembre 1960 à Kearny) est un dessinateur de bande dessinée américain qui travaille depuis 1986 dans l'industrie du comic book de super-héros.

## Biographie
Kevin Maguire naît le 9 septembre 1960 à Kearny) dans le New Jersey. Il y reste jusqu'à ses cinq ans et habite ensuite à Edison toujours dans le New Jersey. Finalement, ses parents s'installent à Long Island quand il a quinze ans. Après le lycée, il vivote de petits boulots et envoie régulièrement des exemples de ses dessins à Marvel et DC. C'est ainsi qu'il est recruté par Marvel pour travailler avec John Buscema. Après quelques mois en tant qu'assistant, il entre en contact avec DC Comics. Son premier travail est pour le Who's Who: The Definitive Directory of the DC Universe #23. Cependant il est engagé surtout pour participer au retour de  la Ligue de Justice. Il reste sur le titre pendant deux ans. Il part ensuite pour Marvel Comics où il travaille sur Captain America. Il crée deux séries Strikeback! et Trinity Angel mais toutes deux ne durent pas. Il revient ensuite chez DC. En 2002, il dessine un des albums scénarisés par Stan Lee Just Imagine Stan Lee creating The Flash puis il retrouve la Ligue de Justice avec des titres comme Formerly Known As The Justice League en 2004 et JLA Classified en 2005. En août 2018, il relance, avec Marc Andreyko au scénario, le titre Supergirl.

## Prix
- 1988 : Prix Russ Manning
- 1992 :  Prix Haxtur du meilleure dessin pour Las Aventuras del Capitan América
- 1994 :  Prix Haxtur du « finaliste ayant reçu le plus de votes » pour New Titans
- 2004 : Prix Eisner de la meilleure publication humoristique pour Formerly Known as the Justice League (avec Joe Rubinstein, Keith Giffen et J.M. DeMatteis)
- 2022 : prix Inkpot, pour l'ensemble de son œuvre[5].

### Acclaim Comics
- Trinity Angels #1–5, 12 (1997–1998)

### DC Comics
- Batman Confidential #17–21 (2008)
- DC Retroactive: JLA - The '90s  #1 (2011)
- DC Universe Holiday Special #1 (avec d'autres dessinateurs) (2009)
- Doom Patrol vol. 5 (Metal Men) #1–4, 6–7 (2009–2010)
- Fairest in All the Land HC (2014)
- Formerly Known As The Justice League, miniseries (Super Buddies) #1–6 (2003–2004)
- Gen13 #42 (1999)
- Hawk and Dove vol. 3 #20, 25 (1991)
- Injustice: Gods Among Us (digital comic) #19 (2013)
- JLA 80-Page Giant #1 (1998)
- [JLA: Created Equal miniseries #1–2 (2000)
- JLA Classified #4–9 (2005)
- Justice League #40 (among other artists) (2015)
- Justice League International #1–12, 16–19, 22–24, 60, Annual #5 (1987–1992)
- Just Imagine Stan Lee creating The Flash (2002)
- Legion of Super-Heroes #23 (2013)
- My Greatest Adventure, miniseries, ("Tanga" feature) #1–6 (2011–2012)
- New Titans #86 (among other artists) (1992)
- Secret Origins (Deadman) #15; (Teen Titans) Annual #3 (1987–1989)
- Silver Age: The Brave and the Bold (Batman and Metal Men) #1 (2000)
- Superman vol. 2 #177 (with Ed McGuinness) (2002)
- Superman/Batman #27 (2006)
- Team Titans #1–3 (1992)
- Weird Worlds, miniseries ("Tanga" feature), #1–4 (2011)
- Worlds' Finest, #1–4, 0, 6–7, 10, 12 (with George Pérez) (2012–2013)

### Image Comics
- Strikeback! #1–5 (Reprise des épisodes sortis chez Malibu et ajout des épisodes 4 et 5 qui concluent l'histoire (1996)
- Velocity: Pilot Season #1 (2007)
- WildC.A.T.s #22 (1995)
- Wildstorm Rising #2 (1995)

### Malibu Comics
- Strikeback!, miniseries, #1–3

### Marvel Comics
- The Avengers Annual #18 (avec d'autres dessinateurs) (1989)
- Adventures of Captain America miniseries #1–4 (1991)
- Captain America vol. 3 #50 (2002)
- The Defenders miniseries #1–5 (2005–2006)
- Fantastic Four Annual 2001
- Gardiens de la Galaxie vol. 3 #10 (2013), vol. 4 #14 (2016)
- The Incredible Hulk Annual #18 (1992)
- Spider-Man Holiday Special (1995)
- Spider-Man: The Short Halloween #1 (2009)
- X-Men Forever miniseries #1–6 (2001)
- X-Men Unlimited #35 (2002)